# Andrew Cutcliffe
Andrew Cutcliffe, es un actor australiano.

## Carrera
Andrew es miembro del grupo KHODA también integrado por David Berry, Cooper George Amai, Lucas Glover y Kyle Sapsford.
En el 2014 apareció en el cortometraje A True Reflection donde dio vida al soldado Arthur.
En mayo del 2015 se anunció que Andrew aparecería en la popular serie australiana Home and Away donde dará vida a Pete Ashfield.

## Filmografía[1]

### Series de Televisión
| Año             | Título            | Personaje      | Notas                               |
| --------------- | ----------------- | -------------- | ----------------------------------- |
| 2015 - presente | Home and Away     | Pete Ashfield  | -                                   |
| 2015            | Wonderland        | Joel Henderson | episodio "Withholding"              |
| 2012            | Rake              | Anfitrión      | episodio "R vs Alford"              |
| 2011            | Underbelly: Razor | Charles Maddox | episodio "The Darlinghurst Outrage" |

### Películas
| Año  | Título            | Personaje     | Notas                                                                                       |
| ---- | ----------------- | ------------- | ------------------------------------------------------------------------------------------- |
| 2014 | A True Reflection | Arthur        | corto - junto a Indigo Sparke, Tel Benjamin, Lukasz Embart, Amanda Easton & Henry Cummins   |
| 2011 | Story Keeper      | Daniel Murphy | junto a Celeste Ansell, Adrian Armstrong, Paul Armstrong, Hawanatu Bangura & Yarrie Bangura |
| 2010 | Game On           | Hector        | corto - junto a Mitch Firth, Chris Leaney, Emma Leonard, Phoebe Leonard & Jimmy Seargeant   |
| 2009 | The Other Woman   | Bogey         | corto - junto a Emma Leonard & Phoebe Leonard                                               |

### Teatro
| Año  | Título                  | Personaje                       | Director (a)    | Teatro               | Notas                                                       |
| ---- | ----------------------- | ------------------------------- | --------------- | -------------------- | ----------------------------------------------------------- |
| 2014 | Face to Face            | Glenn                           | Sandra Bates    | Ensemble Theatre     | junto a Kristian Schmid, Glenn Hazeldine & Alexandra Fowler |
| 2014 | Snow White              | Príncipe Encantador             | Bonnie Lythgoe  | -                    | junto a Magda Szubanski                                     |
| 2014 | The Young Tycoons       | Trevor Warburton                | Michael Pigott  | Darlinghurst Theatre | junto a Laurence Coy, James Lugton & John Turnbull          |
| 2011 | Open For Inspection     | Brett Zarb                      | Sandra Stockley | -                    | junto a Sophie Webb, Catherine McGraffin & James Pope       |
| 2011 | Stairwell               | Finn                            | Jo-Anne Cahill  | Darlinghurst Theatre | -                                                           |
| 2010 | Calendar Girls          | Lawrence/Liam                   | Psyche Stott    | -                    | -                                                           |
| 2009 | A Land Beyond The River | Tom Robinson                    | Suzanne Miller  | -                    | -                                                           |
| 2009 | Petroleum               | Tanner                          | Alexandra Byron | -                    | -                                                           |
| 2009 | Showtime                | Kelvin                          | Jo-Anne Cahill  | Ensemble Theatre     | -                                                           |
| 2009 | Love, Death and Madness | Macbeth/Romeo/Thisbe/Toby Belch | Clayton Buffoni | -                    | -                                                           |
| 2008 | A History of Theatre    | -                               | Clayton Buffoni | -                    | -                                                           |
| 2007 | Girl Interrupted        | Jake                            | Nicole Selby    | Ensemble Theatre     | -                                                           |
| 2007 | Holy Day                | Samuel Epstein                  | Greg Friend     | -                    | -                                                           |